# Hône
 Hône  (walserdeutsch Ounu) ist eine italienische Gemeinde in der autonomen Region Aostatal mit 1159 Einwohnern (Stand 31. Dezember 2023). Die Gemeinde liegt auf einer mittleren Höhe von 364 m s.l.m. und verfügt über eine Größe von 12 km². Die Einwohner werden hônois genannt. Hône ist Mitglied der Unité des Communes valdôtaines Mont-Rose und liegt am Eingang zum Champorchertal, einem Seitental des Aostatals.
Hône besteht aus den Ortsteilen (ital. Frazioni, frz. Hameaux) Champcorcher, Charvaz, Biel, Courtil, Gorbelou, Priod, Valleilles, Barge, Roncs, Pourcil, Folliasse, Vermy.
Die Nachbargemeinden sind Arnad, Bard, Donnas und Pontboset.
Während der Zeit des Faschismus trug das Dorf den italianisierten Namen Ono.

## Städtepartnerschaften
Seit dem Jahr 2008 besteht eine Städtepartnerschaft mit der schwedischen Gemeinde Nora.

## Einzelnachweise

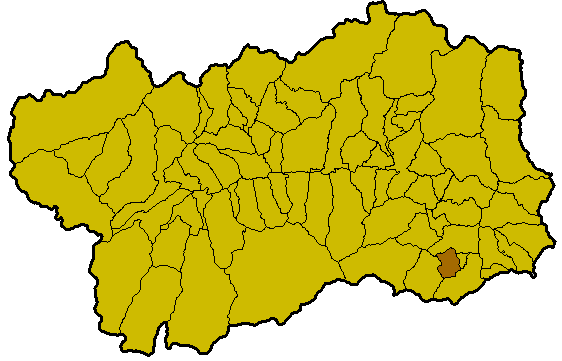
Lage der Gemeinde Hône innerhalb der Region Aostatal

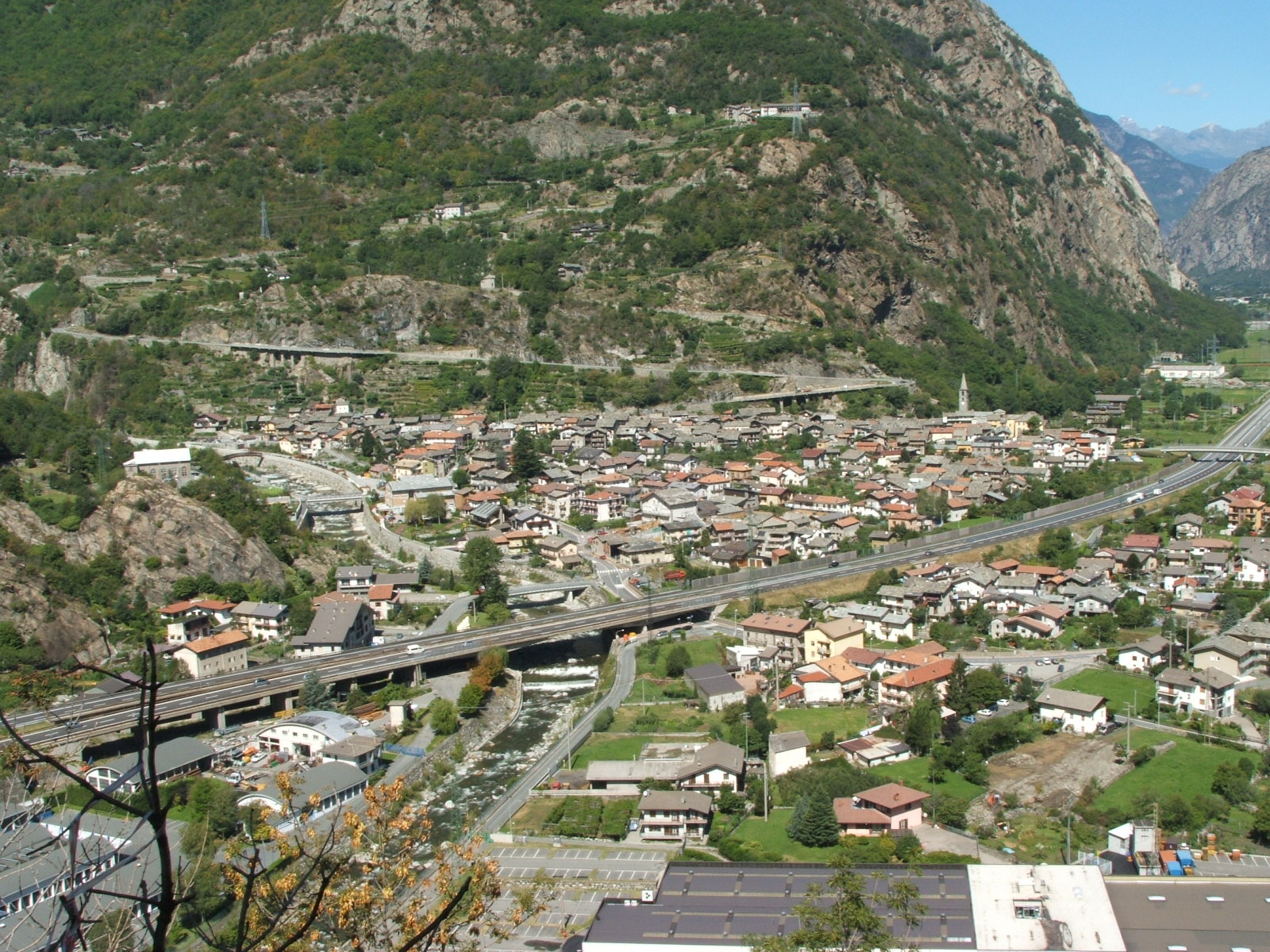
Blick auf Hône von der Festung Bard aus